# Atletism la Jocurile Olimpice de vară din 2016 - 200 m (masculin)
Proba de 200 de metri masculin de la Jocurile Olimpice de vară din 2016 a avut loc în perioada 16-18 august pe Stadionul Olimpic.

## Recorduri
Înaintea acestei competiții, recordurile mondiale și olimpice erau următoarele:
| Record  | Atlet            | Timp  | Loc              | Data           |
| ------- | ---------------- | ----- | ---------------- | -------------- |
| Mondial | Usain Bolt (JAM) | 19.19 | Berlin, Germania | 20 august 2009 |
| Olimpic | Usain Bolt (JAM) | 19,30 | Beijing, China   | 20 august 2008 |

## Program
Orele sunt ora Braziliei (UTC-3) 
| Data                     | Timp        | Etapă      |
| ------------------------ | ----------- | ---------- |
| Marți, 16 august 2016    | 11:50       | Etapa 1    |
| Miercuri, 17 august 2016 | 22:00       | Semifinale |
| Joi, 18 august 2016      | 22:30 22:25 | Finala     |

## Format
Competiția a avut trei etape: runda întâi cu zece serii, semifinalele cu trei serii și finala. Primii doi din fiecare serie și alți patru atleți cu cel mai rapid timp s-au calificat în semifinale. Primii doi clasați în fiecare dintre cele trei semifinale s-au calificat în finală, împreună cu alți doi atleți cu cel mai rapid timp.

## Rezultate

### Runda 1
Reguli de calificare: primii doi din fiecare serie (C) și următorii 4 atleți cu cel mai bun timp (c) se califică în semifinale.

#### Seria 1
| Loc | Culoar | Nume                        | Naționalitate  | Reacție        | Timp  | Note       |
| --- | ------ | --------------------------- | -------------- | -------------- | ----- | ---------- |
| 1   | 6      | Alonso Edward               | Panama         | 0.137          | 20.19 | (C)        |
| 2   | 2      | Daniel Talbot               | Marea Britanie | 0.143          | 20.27 | (C), (PB)  |
| 3   | 8      | Lykourgos-Stefanos Tsakonas | Grecia         | 0.161          | 20.31 | (c), (SB)  |
| 4   | 7      | Femi Ogunode                | Qatar          | 0.167          | 20.36 |            |
| 5   | 3      | Jeremy Dodson               | Samoa          | 0.144          | 20.51 |            |
| 6   | 4      | Jak Ali Harvey              | Turcia         | 0.139          | 20.58 | (SB)       |
| 7   | 5      | Mosito Lehata               | Lesotho        | 0.162          | 20.65 | (SB)       |
| –   | 1      | Demetrius Pinder            | Bahamas        | N/A            | DS    | Start fals |
|     |        |                             |                | Vânt: +0,7 m/s |       |            |

#### Seria a 2-a
| Loc | Culoar | Nume             | Naționalitate              | Reacție        | Timp  | Note      |
| --- | ------ | ---------------- | -------------------------- | -------------- | ----- | --------- |
| 1   | 8      | Bruno Hortelano  | Spania                     | 0.161          | 20.12 | (C),(RN)  |
| 2   | 6      | Yohan Blake      | Jamaica                    | 0.166          | 20.13 | (C), (SB) |
| 3   | 4      | Ameer Webb       | Statele Unite ale Americii | 0.157          | 20.31 | (c)       |
| 4   | 3      | Anaso Jobodwana  | Africa de Sud              | 0.175          | 20.53 |           |
| 5   | 7      | Robin Erewa      | Germania                   | 0.197          | 20.61 |           |
| 6   | 2      | Emmanuel Dasor   | Ghana                      | 0.164          | 20.65 |           |
| 7   | 5      | Shavez Hart      | Bahamas                    | 0.151          | 20.74 | (SB)      |
| 8   | 1      | Bernardo Baloyes | Columbia                   | 0.200          | 20.78 |           |
| 9   | 4      | Riste Pandev     | Macedonia                  | 0.163          | 10.71 | (SB)      |
|     |        |                  |                            | Vânt: -0,2 m/s |       |           |

#### Seria a 3-a
| Loc | Culoar | Nume               | Naționalitate | Reacție        | Timp  | Note      |
| --- | ------ | ------------------ | ------------- | -------------- | ----- | --------- |
| 1   | 5      | Salem Eid Yaqoob   | Bahrain       | 0.167          | 20.19 | (C), (RN) |
| 2   | 6      | Ramil Guliyev      | Turcia        | 0.148          | 20.23 | (C), (SB) |
| 3   | 2      | Aaron Brown        | Canada        | 0.127          | 20.23 | (c)       |
| 4   | 3      | Shōta Iizuka       | Japonia       | 0.163          | 20.49 |           |
| 5   | 8      | Emmanuel Matadi    | Liberia       | 0.219          | 20.49 | (RN)      |
| 6   | 4      | Sibusiso Matsenjwa | Eswatini      | 0.196          | 20.63 | (RN)      |
| 7   | 7      | Levi Cadogan       | Barbados      | 0.186          | 21.02 |           |
| 8   | 1      | Tega Odele         | Nigeria       | 0.130          | 21.25 |           |
|     |        |                    |               | Vânt: +0,3 m/s |       |           |

#### Seria a 4-a
| Loc | Culoar | Nume                | Naționalitate      | Reacție       | Timp              | Note |
| --- | ------ | ------------------- | ------------------ | ------------- | ----------------- | ---- |
| 1   | 3      | José Carlos Herrera | Mexic              | 0.143         | 20.29             | (C)  |
| 2   | 8      | Roberto Skyers      | Cuba               | 0.149         | 20.44             | (C)  |
| 3   | 6      | Jorge Vides         | Brazilia           | 0.176         | 20.50             |      |
| 4   | 4      | Tlotliso Leotlela   | Africa de Sud      | 0.161         | 20.59             |      |
| 5   | 1      | Fausto Desalu       | Italia             | 0.130         | 20.65             |      |
| 6   | 7      | Teray Smith         | Bahamas            | 0.175         | 20.66             |      |
| 7   | 2      | Didier Kiki         | Benin              | 0.152         | 22.27             |      |
| –   | 5      | Miguel Francis      | Antigua și Barbuda | N/A           | nu a luat startul |      |
|     |        |                     |                    | Vânt: 0,0 m/s |                   |      |

#### Seria a 5-a
| Loc | Culoar | Nume                 | Naționalitate              | Reacție        | Timp  | Note |
| --- | ------ | -------------------- | -------------------------- | -------------- | ----- | ---- |
| 1   | 4      | Justin Gatlin        | Statele Unite ale Americii | 0.154          | 20.42 | (C)  |
| 2   | 6      | Matteo Galvan        | Italia                     | 0.171          | 20.58 | (C)  |
| 3   | 5      | Ramon Gittens        | Barbados                   | 0.144          | 20.58 |      |
| 4   | 2      | Serhii Smelîk        | Ucraina                    | 0.182          | 20.66 |      |
| 5   | 7      | Aleixo-Platini Menga | Germania                   | 0.136          | 20.80 |      |
| 6   | 8      | Kenji Fujimitsu      | Japonia                    | 0.159          | 20.86 |      |
| 7   | 3      | Yancarlos Martínez   | Republica Dominicană       | 0.132          | 22.97 |      |
|     |        |                      |                            | Vânt: -1,5 m/s |       |      |

#### Seria a 6-a
| Loc | Culoar | Nume             | Naționalitate     | Reacție        | Timp  | Note |
| --- | ------ | ---------------- | ----------------- | -------------- | ----- | ---- |
| 1   | 5      | Nickel Ashmeade  | Jamaica           | 0.124          | 20.15 | (C)  |
| 2   | 2      | Adam Gemili      | Marea Britanie    | 0.153          | 20.20 | (C)  |
| 3   | 8      | Clarence Munyai  | Africa de Sud     | 0.148          | 20.66 |      |
| 4   | 4      | Burkheart Ellis  | Barbados          | 0.186          | 20.74 |      |
| 5   | 1      | Alex Hartmann    | Australia         | 0.169          | 21.02 |      |
| 6   | 7      | Tatenda Tsumba   | Zimbabwe          | 0.159          | 21.04 |      |
| 7   | 6      | Rolando Palacios | Honduras          | 0.187          | 21.32 |      |
| 8   | 3      | Theo Piniau      | Papua Noua Guinee | 0.175          | 22.14 |      |
|     |        |                  |                   | Vânt: +0,4 m/s |       |      |

#### Seria a 7-a
| Loc | Culoar | Nume                  | Naționalitate    | Reacție        | Timp              | Note      |
| --- | ------ | --------------------- | ---------------- | -------------- | ----------------- | --------- |
| 1   | 8      | Nery Brenes           | Costa Rica       | 0.178          | 20.20             | (C), (RN) |
| 2   | 3      | Churandy Martina      | Olanda           | 0.150          | 20.29             | (C)       |
| 3   | 4      | Brendon Rodney        | Canada           | 0.169          | 20.34             |           |
| 4   | 6      | Davide Manenti        | Italia           | 0.145          | 20.51             |           |
| 5   | 7      | Adama Jammeh          | Gambia           | 0.182          | 20.55             |           |
| 6   | 5      | Harold Houston        | Insulele Bermude | 0.117          | 20.85             |           |
| 7   | 1      | Fabrice Dabla         | Togo             | 0.156          | 21.63             |           |
| –   | 2      | Mike Mokamba Nyang'au | Kenya            | N/A            | nu a luat startul |           |
|     |        |                       |                  | Vânt: +0,2 m/s |                   |           |

#### Seria a 8-a
| Loc | Culoar | Nume                | Naționalitate              | Reacție        | Timp  | Note |
| --- | ------ | ------------------- | -------------------------- | -------------- | ----- | ---- |
| 1   | 3      | LaShawn Merritt     | Statele Unite ale Americii | 0.162          | 20.15 | (C)  |
| 2   | 2      | Christophe Lemaitre | Franța                     | 0.171          | 20.28 | (C)  |
| 3   | 4      | Julian Reus         | Germania                   | 0.138          | 20.39 | (SB) |
| 4   | 7      | Reynier Mena        | Cuba                       | 0.123          | 20.42 |      |
| 5   | 8      | Karol Zalewski      | Polonia                    | 0.151          | 20.54 |      |
| 6   | 6      | Bruno de Barros     | Brazilia                   | 0.154          | 20.59 |      |
| 7   | 5      | Ihor Bodrov         | Ucraina                    | 0.180          | 20.86 |      |
| 8   | 1      | Carvin Nkanata      | Kenya                      | 0.213          | 21.43 |      |
|     |        |                     |                            | Vânt: +0,4 m/s |       |      |

#### Seria a 9-a
| Loc | Culoar | Nume                  | Naționalitate      | Reacție        | Timp  | Note      |
| --- | ------ | --------------------- | ------------------ | -------------- | ----- | --------- |
| 1   | 5      | Usain Bolt            | Jamaica            | 0.177          | 20.28 | (C)       |
| 2   | 8      | Ejowvokoghene Oduduru | Nigeria            | 0.141          | 20.34 | (C), (PB) |
| 3   | 3      | Solomon Bockarie      | Olanda             | 0.136          | 20.42 | (SB)      |
| 4   | 7      | Kyle Greaux           | Trinidad și Tobago | 0.147          | 20.61 | (SB)      |
| 5   | 4      | Jonathan Borlée       | Belgia             | 0.162          | 20.64 |           |
| 6   | 2      | Kei Takase            | Japonia            | 0.153          | 20.71 |           |
| 7   | 1      | Ahmed Ali             | Sudan              | 0.153          | 20.78 |           |
| 7   | 6      | Jaysuma Saidy Ndure   | Norvegia           | 0.150          | 20.78 |           |
|     |        |                       |                    | Vânt: +0,6 m/s |       |           |

#### Seria a 10-a
| Loc | Culoar | Nume                     | Naționalitate              | Reacție        | Timp  | Note      |
| --- | ------ | ------------------------ | -------------------------- | -------------- | ----- | --------- |
| 1   | 5      | Andre De Grasse          | Canada                     | 0.137          | 20.09 | (C), (SB) |
| 2   | 1      | Nethaneel Mitchell-Blake | Marea Britanie             | 0.146          | 20.24 | (C)       |
| 3   | 7      | Rondel Sorrillo          | Trinidad și Tobago         | 0.124          | 20.27 | (c), (SB) |
| 4   | 8      | Hua Wilfried Koffi       | Coasta de Fildeș           | 0.159          | 20.48 | (SB)      |
| 5   | 6      | Antoine Adams            | Sfântul Cristofor și Nevis | 0.141          | 20.49 |           |
| 6   | 3      | Stanly del Carmen        | Republica Dominicană       | 0.133          | 20.55 |           |
| 7   | 2      | Aldemir da Silva Júnior  | Brazilia                   | 0.144          | 20.80 |           |
| 8   | 4      | Brandon Jones            | Belize                     | 0.160          | 21.49 | (SB)      |
|     |        |                          |                            | Vânt: +1,0 m/s |       |           |

### Semifinale
Reguli de calificare: primii doi din fiecare serie (Q) si încă doi cu cel mai rapid timp (c) se califică în finală

#### Semifinala 1
| Loc | Culoar | Nume                | Naționalitate              | Reacție        | Timp  | Note      |
| --- | ------ | ------------------- | -------------------------- | -------------- | ----- | --------- |
| 1   | 6      | LaShawn Merritt     | Statele Unite ale Americii | 0.166          | 19.94 | (C)       |
| 2   | 8      | Christophe Lemaitre | Franța                     | 0.125          | 20.01 | (C), (SB) |
| 3   | 7      | Daniel Talbot       | Marea Britanie             | 0.153          | 20.25 | (PB)      |
| 4   | 4      | Nickel Ashmeade     | Jamaica                    | 0.134          | 20.31 |           |
| 5   | 1      | Rondel Sorrillo     | Trinidad și Tobago         | 0.132          | 20.33 |           |
| 6   | 3      | Nery Brenes         | Costa Rica                 | 0.165          | 20.33 |           |
| 7   | 2      | Aaron Brown         | Canada                     | 0.173          | 20.37 |           |
| 8   | 5      | José Carlos Herrera | Mexic                      | 0.150          | 20.48 |           |
|     |        |                     |                            | Vânt: -0,4 m/s |       |           |

#### Semifinala a 2-a
| Loc | Culoar | Nume                  | Naționalitate              | Reacție        | Timp  | Note      |
| --- | ------ | --------------------- | -------------------------- | -------------- | ----- | --------- |
| 1   | 4      | Usain Bolt            | Jamaica                    | 0.156          | 19.78 | (C), (SB) |
| 2   | 5      | Andre De Grasse       | Canada                     | 0.130          | 19.80 | (C), (RN) |
| 3   | 6      | Adam Gemili           | Marea Britanie             | 0.142          | 20.08 | (c)       |
| 4   | 8      | Ramil Guliyev         | Turcia                     | 0.157          | 20.09 | (c), (SB) |
| 5   | 2      | Ameer Webb            | Statele Unite ale Americii | 0.192          | 20.43 |           |
| 5   | 3      | Salem Eid Yaqoob      | Bahrain                    | 0.143          | 20.43 |           |
| 7   | 7      | Ejowvokoghene Oduduru | Nigeria                    | 0.147          | 20.59 |           |
| 8   | 1      | Roberto Skyers        | Cuba                       | 0.156          | 20.60 |           |
|     |        |                       |                            | Vânt: -0,3 m/s |       |           |

#### Semifinala a 3-a
| Loc | Culoar | Nume                        | Naționalitate              | Reacție        | Timp  | Note      |
| --- | ------ | --------------------------- | -------------------------- | -------------- | ----- | --------- |
| 1   | 5      | Alonso Edward               | Panama                     | 0.140          | 20.07 | (C)       |
| 2   | 8      | Churandy Martina            | Olanda                     | 0.147          | 20.10 | (C), (SB) |
| 3   | 2      | Justin Gatlin               | Statele Unite ale Americii | 0.137          | 20.13 |           |
| 4   | 4      | Bruno Hortelano             | Spania                     | 0.142          | 20.16 |           |
| 5   | 7      | Nethaneel Mitchell-Blake    | Marea Britanie             | 0.196          | 20.25 |           |
| 6   | 6      | Yohan Blake                 | Jamaica                    | 0.151          | 20.37 |           |
| 7   | 1      | Lykourgos-Stefanos Tsakonas | Grecia                     | 0.159          | 20.63 |           |
| 8   | 3      | Matteo Galvan               | Italia                     | 0.149          | 20.88 |           |
|     |        |                             |                            | Vânt: -0,2 m/s |       |           |

### Finala
| Loc | Culoar | Nume                | Naționalitate              | Reacție        | Timp  | Note |
| --- | ------ | ------------------- | -------------------------- | -------------- | ----- | ---- |
| 1   | 6      | Usain Bolt          | Jamaica                    | 0.156          | 19.78 | (SB) |
| 2   | 4      | Andre De Grasse     | Canada                     | 0.141          | 20.02 |      |
| 3   | 7      | Christophe Lemaitre | Franța                     | 0.153          | 20.12 | .116 |
| 4   | 2      | Adam Gemili         | Marea Britanie             | 0.178          | 20.12 | .119 |
| 5   | 8      | Churandy Martina    | Olanda                     | 0.148          | 20.13 | .122 |
| 6   | 5      | LaShawn Merritt     | Statele Unite ale Americii | 0.189          | 20.19 |      |
| 7   | 3      | Alonso Edward       | Panama                     | 0.162          | 20.23 |      |
| 8   | 1      | Ramil Guliyev       | Turcia                     | 0.141          | 20.49 |      |
|     |        |                     |                            | Vânt: -0.5 m/s |       |      |

## Legendă
RA Record african | AM Record american | AS Record asiatic | RE Record european | OCRecord oceanic | RO Record olimpic | RM Record mondial | RN Record național | SA Record sud-american | RC Record al competiției | DNF Nu a terminat | DNS Nu a luat startul | DS Descalificare | EL Cea mai bună performanță europeană a anului | PB Record personal | SB Cea mai bună performanță a sezonului | WL Cea mai bună performanță mondială a anului 